# Kommunalwahl in der Türkei 2019

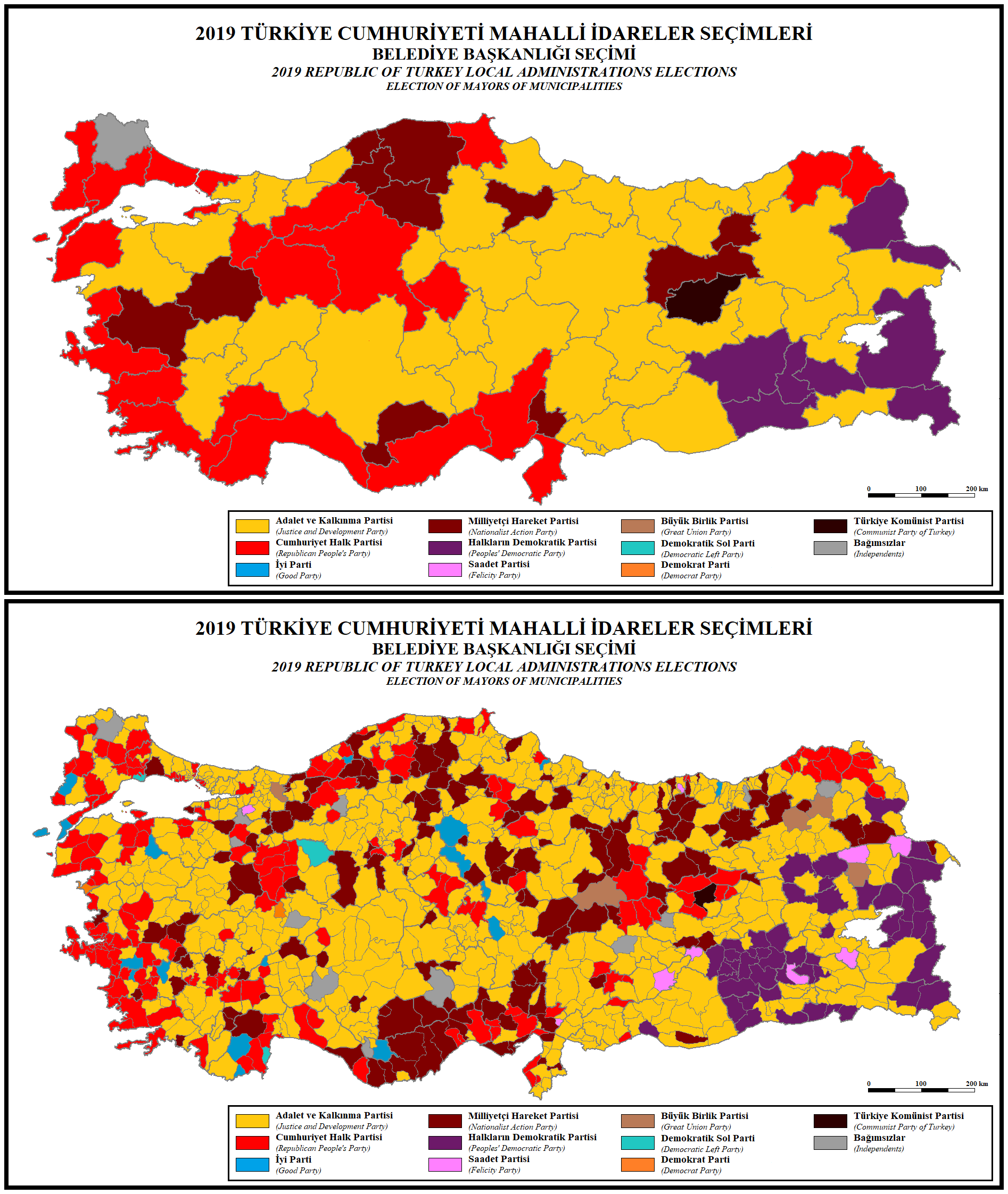
Karte der von Parteien gewonnenen Provinzen (oben) und Bezirke (unten)

Die Kommunalwahl in der Türkei 2019 (türkisch 2019 Mahallî İdareler Genel Seçimleri) fand am 31. März 2019 in allen 81 Provinzen der Türkei statt. Neben Ober- und Stadtteilbürgermeistern wurden Stadtrat und Provinzräte sowie die Muhtars gewählt. Das Wahlergebnis in Istanbul, wo die CHP obsiegt hatte, wurde im Mai 2019 von der Wahlkommission auf Betreiben der AKP und MHP annulliert. Die Wahlwiederholung gewann die CHP erneut.
Das Ergebnis der Wahl wurde vor allem von den Siegen der CHP in den wichtigsten Großstädten (sowohl gegen die AKP, als auch gegen die MHP) und den starken Zugewinnen der MHP in ländlicheren Gebieten bzw. kleineren Städten geprägt.

## Hintergrund
Damit fanden die 16. Kommunalwahlen in der Geschichte der Republik Türkei statt. Die ersten formal demokratischen Mehrparteienwahlen hatten unter dem Staatsgründer Mustafa Kemal Pascha (Atatürk) mit den Kommunalwahlen 1930 stattgefunden. Die vorherige 15. Kommunalwahl fand am 30. März 2014 statt, wobei planmäßig die Kommunalwahlen alle fünf Jahre stattfinden.
Wie auch schon zur Parlamentswahl 2018 traten auch bei dieser Wahl mehrere Parteien in Bündnissen an und verzichteten in einigen Städten bzw. Kreisen auf eigene Kandidaten. Einerseits traten die sogenannte Volksallianz von AKP und MHP, andererseits das Bündnis der Nation von CHP und İYİ gemeinsam an. Auf Seiten der Volksallianz verzichtete die AKP unter anderem in Manisa, Adana und Mersin, die MHP hingegen in 27 der 30 Großstädte (wie Istanbul, Ankara und Izmir) auf eigene Kandidaten. Die Zusammenarbeit des Bündnisses der Nation sah vor, dass die CHP unter anderem in Balıkesir, Trabzon und Denizli die İYİ unterstützen solle, während die İYİ in den größten Städten keine eigene Kandidaten aufstelle. Beide Bündnisse einigten sich jeweils in insgesamt 51 Städten und zahlreichen Kreisen auf eine Übereinkunft.

## Stimmabgabe

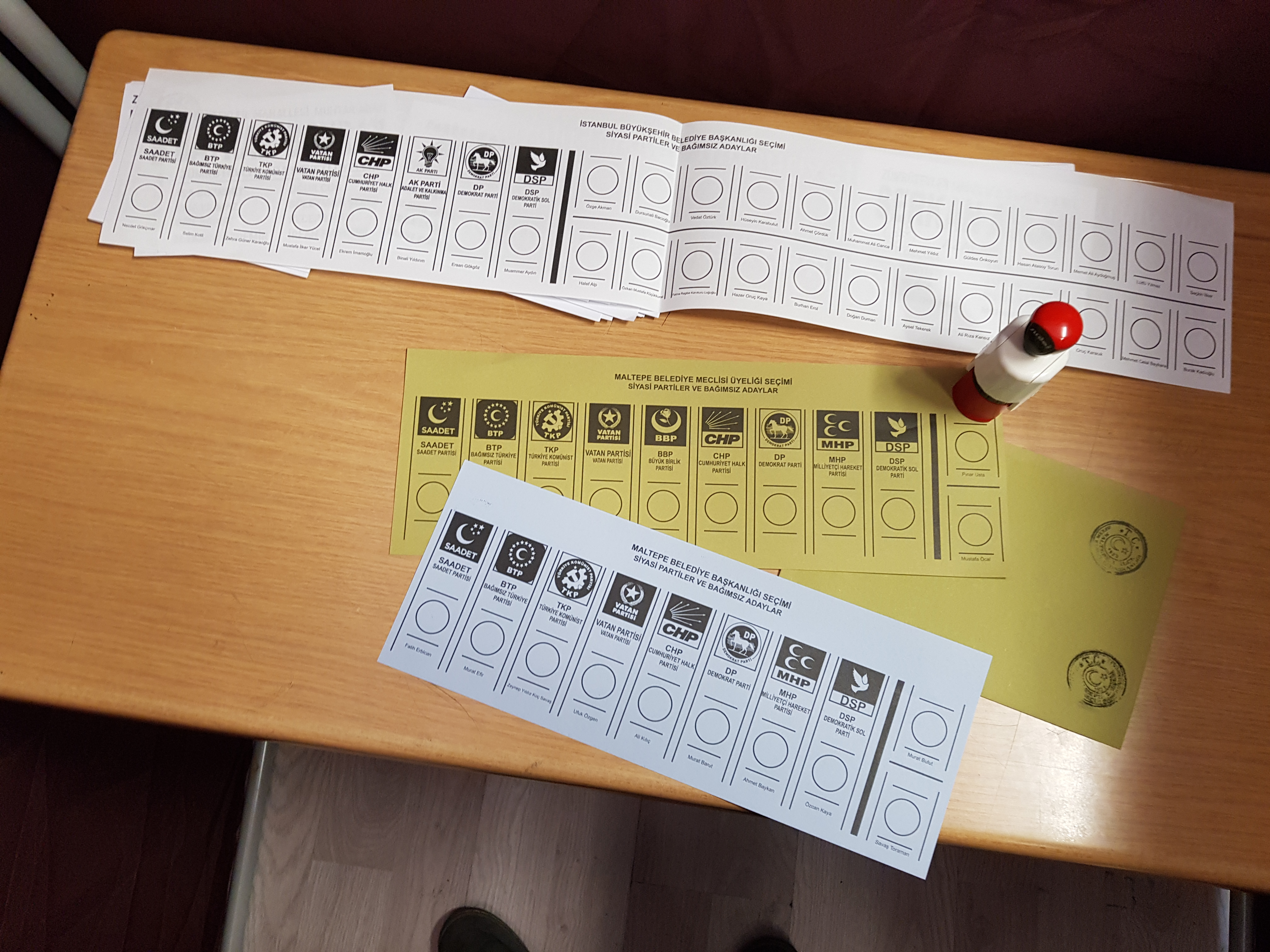
Stimmenabgabe für den Oberbürgermeister, Stadtteilbürgermeister und Bezirksrat in Istanbul.

Wahlberechtigte, die in einer der 30 Großstädte wohnen, hatten fünf Stimmen:
- Oberbürgermeister
- Stadtteilbürgermeister
- Stadtrat
- Provinzrat
- Muhtar

Wahlberechtigte, die in einer Stadt wohnen, hatten vier Stimmen:
- Bürgermeister
- Stadtrat
- Provinzrat
- Muhtar

Wahlberechtigte, die in einem Dorf wohnen, hatten zwei Stimmen:
- Provinzrat
- Muhtar

## Ergebnisse

### Oberbürgermeister

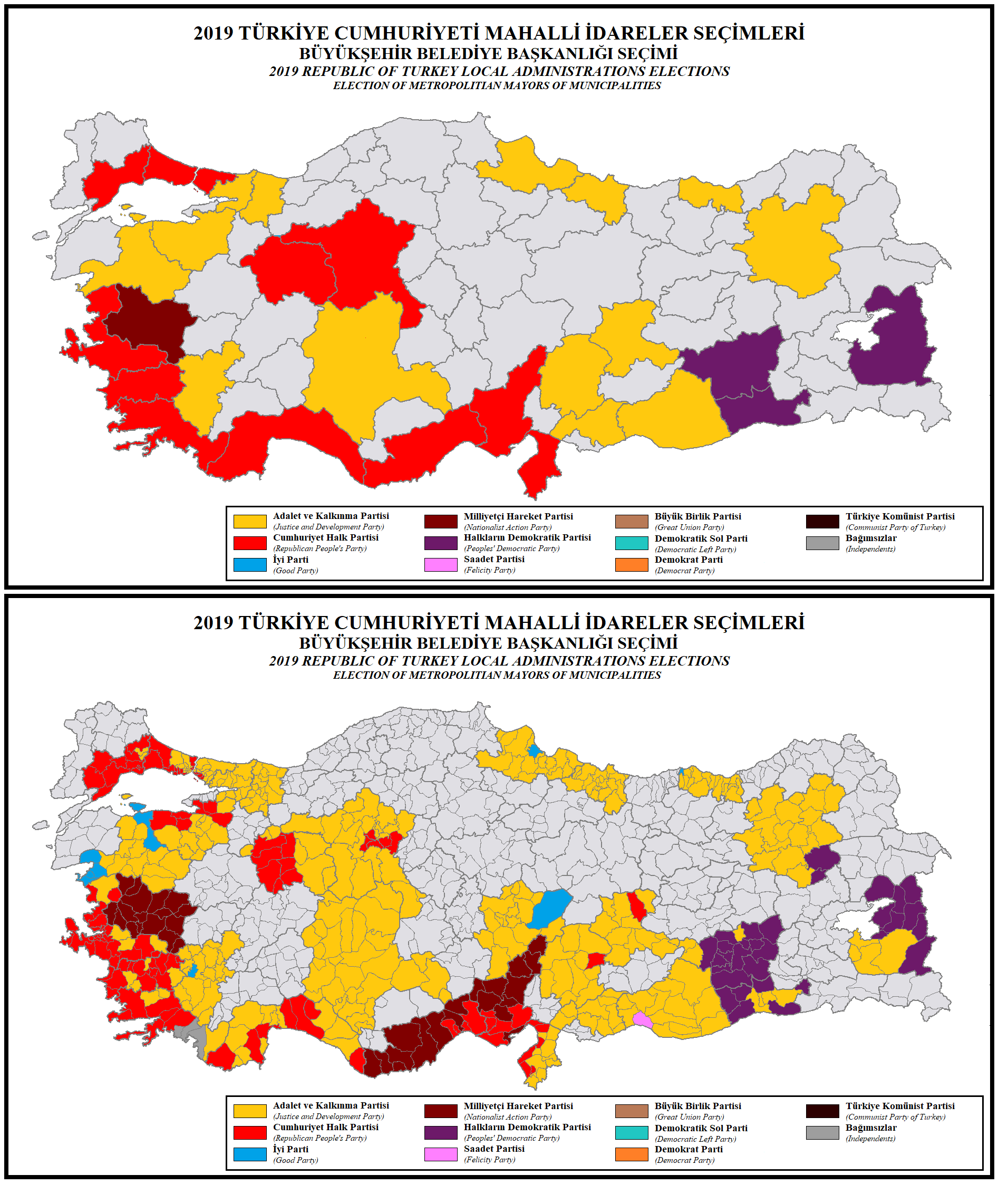

| Oberbürgermeister | Oberbürgermeister | Oberbürgermeister | Oberbürgermeister | Oberbürgermeister |
| Partei            | Partei            | Stimmen total     | Stimmen %         | Oberbürgermeister |
| ----------------- | ----------------- | ----------------- | ----------------- | ----------------- |
|                   | AKP               | 12.064.924        | 44,06             | 15                |
|                   | CHP               | 7.979.740         | 29,14             | 11                |
|                   | IYI               | 2.607.640         | 9,52              | 0                 |
|                   | MHP               | 1.418.091         | 5,18              | 1                 |
|                   | HDP               | 1.137.552         | 4,15              | 3                 |
|                   | SP                | 895.107           | 3,27              | 0                 |
|                   | DSP               | 401.165           | 1,47              | 0                 |
|                   | IND.              | 390.583           | 1,43              | 0                 |
|                   | DP                | 243.250           | 0,89              | 0                 |
|                   | BTP               | 112.685           | 0,41              | 0                 |
|                   | VP                | 75.386            | 0,28              | 0                 |
|                   | TKP               | 54.153            | 0,20              | 0                 |
|                   |                   | 27.380.276        | 100               | 30                |
| Wahlbeteiligung   | Wahlbeteiligung   | 84,69 %           | 84,69 %           | 84,69 %           |

### Provinzparlamente

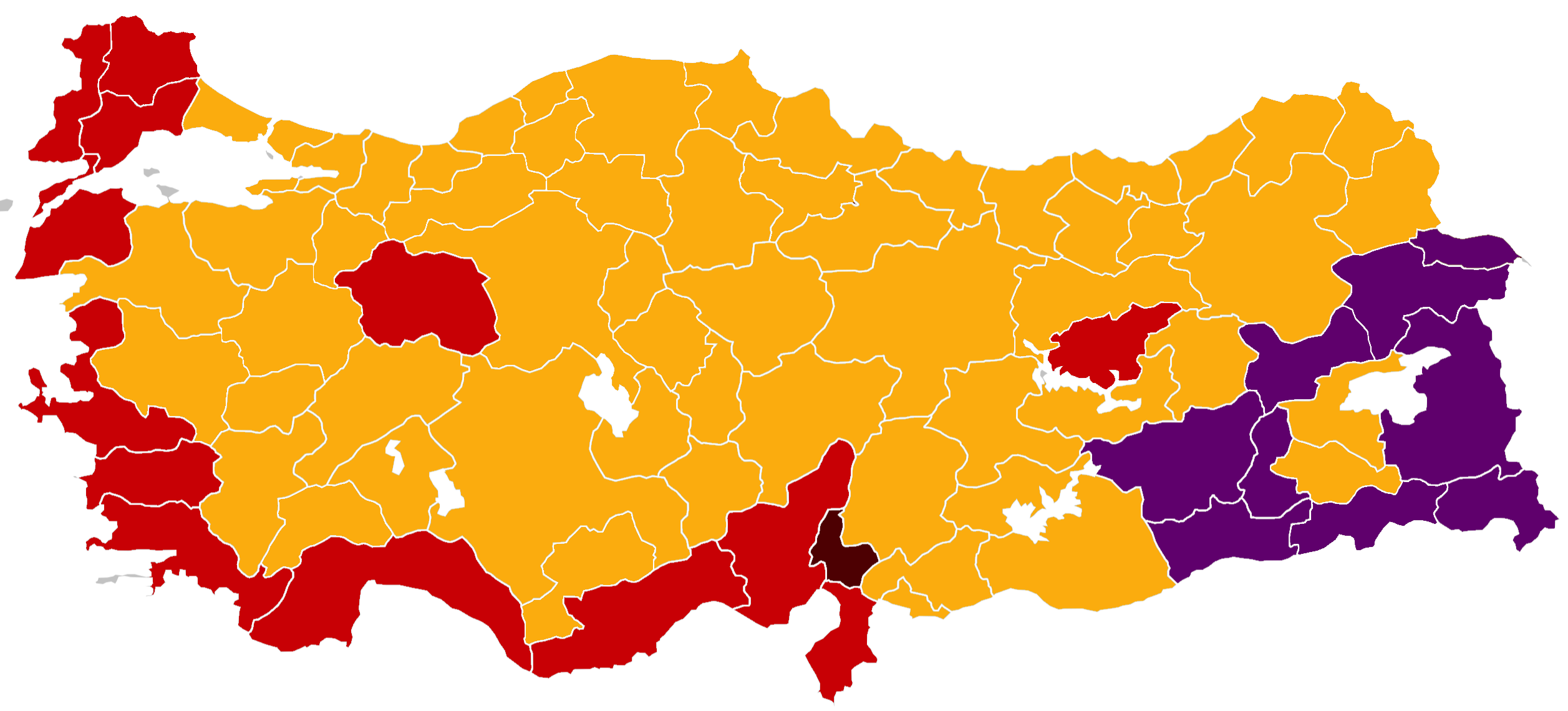
Meiste Stimmen in den Provinzräten (il genel meclisi). Legende: gelb: AKP, rot: CHP, braun: MHP, Lila: HDP

| Provinzparlamente | Provinzparlamente | Provinzparlamente | Provinzparlamente | Provinzparlamente |
| Partei            | Partei            | Stimmen total     | Stimmen %         | Sitze             |
| ----------------- | ----------------- | ----------------- | ----------------- | ----------------- |
|                   | AKP               | 4.371.692         | 41,61             | 757               |
|                   | MHP               | 1.976.694         | 18,82             | 188               |
|                   | CHP               | 1.834.598         | 17,46             | 184               |
|                   | IYI               | 852.582           | 8,12              | 23                |
|                   | HDP               | 833.237           | 7,93              | 101               |
|                   | SP                | 259.091           | 2,47              | 3                 |
|                   | BBP               | 191.087           | 1,82              | 6                 |
|                   | DP                | 67.892            | 0,65              | 1                 |
|                   | IND.              | 46.021            | 0,44              | 6                 |
|                   | BTP               | 26.950            | 0,26              | 0                 |
|                   | DSP               | 20.693            | 0,20              | 0                 |
|                   | VP                | 14.930            | 0,14              | 0                 |
|                   | TKP               | 9.847             | 0,09              | 3                 |
|                   |                   | 10.505.314        | 100               | 1.272             |
| Wahlbeteiligung   | Wahlbeteiligung   | 85,5 %            | 85,5 %            | 85,5 %            |

### Bürgermeister
| Bürgermeister   | Bürgermeister   | Bürgermeister | Bürgermeister | Bürgermeister |
| Partei          | Partei          | Stimmen total | Stimmen %     | Bürgermeister |
| --------------- | --------------- | ------------- | ------------- | ------------- |
|                 | AKP             | 18.368.421    | 42,55         | 742           |
|                 | CHP             | 12.868.053    | 29,81         | 240           |
|                 | IYI             | 3.351.438     | 7,76          | 24            |
|                 | MHP             | 3.211.038     | 7,44          | 233           |
|                 | HDP             | 1.951.185     | 4,52          | 57            |
|                 | SP              | 1.256.235     | 2,91          | 21            |
|                 | BBP             | 685.793       | 1,59          | 10            |
|                 | DSP             | 418.055       | 0,97          | 6             |
|                 | DP              | 415.213       | 0,96          | 8             |
|                 | IND.            | 383.282       | 0,89          | 13            |
|                 | BTP             | 137.887       | 0,32          | 0             |
|                 | VP              | 69.156        | 0,16          | 0             |
|                 | TKP             | 48.615        | 0,11          | 1             |
|                 |                 | 43.164.371    | 100           | 1.355         |
| Wahlbeteiligung | Wahlbeteiligung | 84,37 %       | 84,37 %       | 84,37 %       |

### Gemeinderäte
| Gemeinderäte    | Gemeinderäte    | Gemeinderäte  | Gemeinderäte | Gemeinderäte |
| Partei          | Partei          | Stimmen total | Stimmen %    | Sitze        |
| --------------- | --------------- | ------------- | ------------ | ------------ |
|                 | AKP             | 18.299.576    | 42,56        | 10.173       |
|                 | CHP             | 12.625.346    | 29,36        | 4.613        |
|                 | MHP             | 3.209.416     | 7,46         | 2.819        |
|                 | IYI             | 3.142.757     | 7,31         | 1.092        |
|                 | HDP             | 2.409.485     | 5,60         | 1.230        |
|                 | SP              | 1.291.757     | 3,00         | 295          |
|                 | BBP             | 818.872       | 1,90         | 269          |
|                 | DSP             | 379.689       | 0,88         | 98           |
|                 | DP              | 378.093       | 0,88         | 135          |
|                 | TKP             | 125.109       | 0,29         | 11           |
|                 | IND.            | 120.097       | 0,28         | 8            |
|                 | BTP             | 115.466       | 0,27         | 0            |
|                 | VP              | 83.091        | 0,19         | 2            |
|                 |                 | 42.998.754    | 100          | 20.745       |
| Wahlbeteiligung | Wahlbeteiligung | 84,36 %       | 84,36 %      | 84,36 %      |

### Machtwechsel
Die Liste zeigt die Machtverhältnisse der 81 Provinzen vor und nach der Kommunalwahl. Fettgedruckte Provinzen sind Großstadtgemeinden.
| 0                |
| Partei / Bündnis |
| 2014             |
| 2019             |
| Veränderung      |
| ---------------- |

| Partei | Partei | Partei | Partei | Partei | Partei   |
| AKP    | CHP    | MHP    | HDP    | İYİ    | Sonstige |
| ------ | ------ | ------ | ------ | ------ | -------- |
| 48     | 14     | 08     | 010    | 01     | 1        |
| 39     | 21     | 11     | 08     | 0      | 02       |
| −9     | +7     | +3     | −2     | −1     | +1       |

| Bündnis      | Bündnis            | Bündnis | Bündnis     | Bündnis |
| Volksallianz | Bündnis der Nation | HDP     | bündnisfrei |         |
| ------------ | ------------------ | ------- | ----------- | ------- |
| 55           | 15                 | 100     | 1           |         |
| 50           | 21                 | 08      | 02          |         |
| −5           | +6                 | −2      | +1          |         |

#### Provinzen

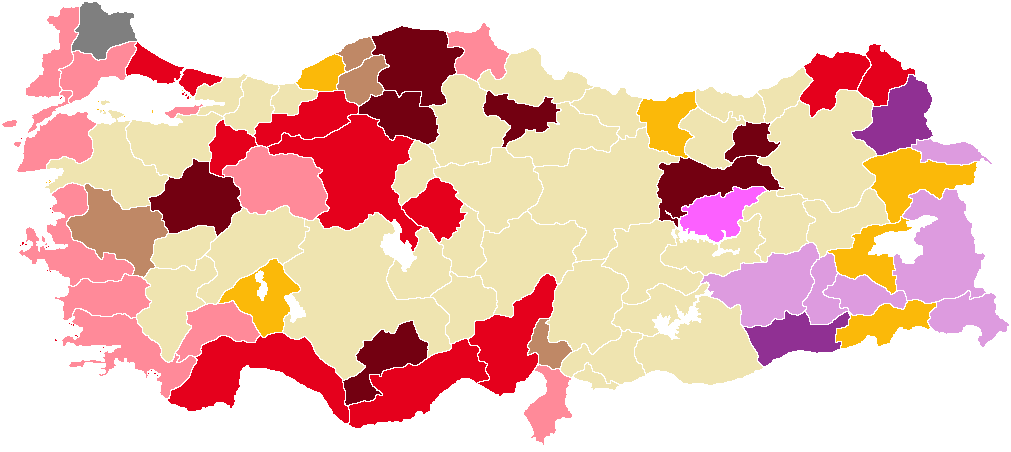
Veränderungen der Bürgermeisterposten nach Parteien (hervorgehoben; Vergleich zu 2014)

| Provinz   | 2014 | 2019 |
| --------- | ---- | ---- |
| Adana     | MHP  | CHP  |
| Adıyaman  | AKP  | AKP  |
| Afyon     | AKP  | AKP  |
| Ağrı      | IND  | AKP  |
| Aksaray   | AKP  | AKP  |
| Amasya    | AKP  | MHP  |
| Ankara    | AKP  | CHP  |
| Antalya   | AKP  | CHP  |
| Ardahan   | AKP  | CHP  |
| Artvin    | AKP  | CHP  |
| Aydın     | CHP  | CHP  |
| Balıkesir | AKP  | AKP  |
| Bartın    | MHP  | MHP  |
| Batman    | IND  | HDP  |
| Bayburt   | AKP  | MHP  |
| Bilecik   | AKP  | CHP  |
| Bingöl    | AKP  | AKP  |

| Provinz    | 2014 | 2019 |
| ---------- | ---- | ---- |
| Bitlis     | IND  | AKP  |
| Bolu       | AKP  | CHP  |
| Burdur     | CHP  | CHP  |
| Bursa      | AKP  | AKP  |
| Çanakkale  | CHP  | CHP  |
| Çankırı    | AKP  | MHP  |
| Çorum      | AKP  | AKP  |
| Denizli    | AKP  | AKP  |
| Diyarbakır | IND  | HDP  |
| Düzce      | AKP  | AKP  |
| Edirne     | CHP  | CHP  |
| Elazığ     | AKP  | AKP  |
| Erzincan   | AKP  | MHP  |
| Erzurum    | AKP  | AKP  |
| Eskişehir  | CHP  | CHP  |
| Gaziantep  | AKP  | AKP  |
| Giresun    | CHP  | AKP  |

| Provinz    | 2014 | 2019 |
| ---------- | ---- | ---- |
| Gümüşhane  | AKP  | AKP  |
| Hakkâri    | IND  | HDP  |
| Hatay      | CHP  | CHP  |
| Iğdır      | IND  | HDP  |
| Isparta    | MHP  | AKP  |
| Istanbul   | AKP  | CHP  |
| İzmir      | CHP  | CHP  |
| K. Maraş   | AKP  | AKP  |
| Karabük    | MHP  | MHP  |
| Karaman    | AKP  | MHP  |
| Kars       | MHP  | HDP  |
| Kastamonu  | AKP  | MHP  |
| Kayseri    | AKP  | AKP  |
| Kilis      | AKP  | AKP  |
| Kırıkkale  | AKP  | AKP  |
| Kırklareli | CHP  | IND  |
| Kırşehir   | AKP  | CHP  |

| Provinz   | 2014 | 2019 |
| --------- | ---- | ---- |
| Kocaeli   | AKP  | AKP  |
| Konya     | AKP  | AKP  |
| Kütahya   | AKP  | MHP  |
| Malatya   | AKP  | AKP  |
| Manisa    | MHP  | MHP  |
| Mardin    | IND  | HDP  |
| Mersin    | MHP  | CHP  |
| Muğla     | CHP  | CHP  |
| Muş       | AKP  | AKP  |
| Nevşehir  | AKP  | AKP  |
| Niğde     | AKP  | AKP  |
| Ordu      | AKP  | AKP  |
| Osmaniye  | MHP  | MHP  |
| Rize      | AKP  | AKP  |
| Sakarya   | AKP  | AKP  |
| Samsun    | AKP  | AKP  |
| Şanlıurfa | AKP  | AKP  |

| Provinz   | 2014 | 2019 |
| --------- | ---- | ---- |
| Siirt     | IND  | HDP  |
| Sinop     | CHP  | CHP  |
| Şırnak    | IND  | AKP  |
| Sivas     | AKP  | AKP  |
| Tekirdağ  | CHP  | CHP  |
| Tokat     | AKP  | AKP  |
| Trabzon   | AKP  | AKP  |
| Tunceli   | IND  | TKP  |
| Uşak      | AKP  | AKP  |
| Van       | IND  | HDP  |
| Yalova    | CHP  | CHP  |
| Yozgat    | AKP  | AKP  |
| Zonguldak | CHP  | AKP  |

### Karten

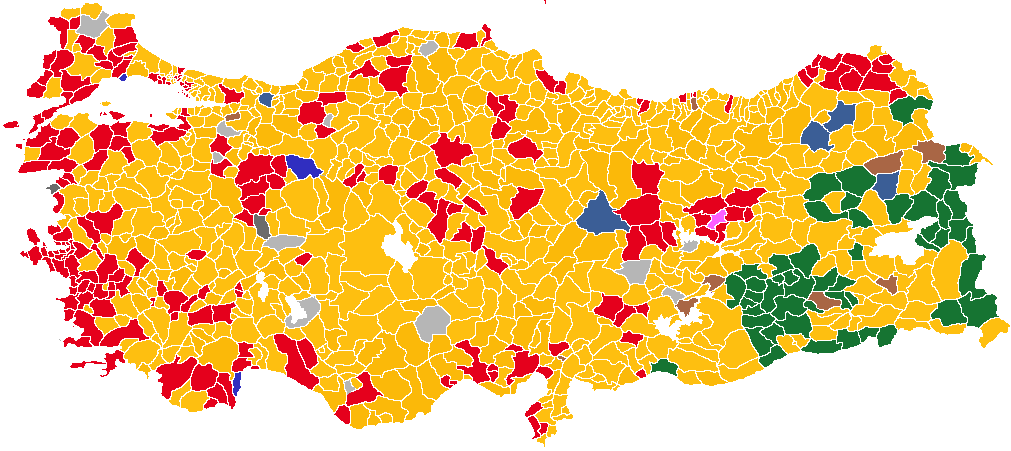
Ergebnisse nach der Wahlbündnisse in den Kreisen:

#### Nach Stadtteilen

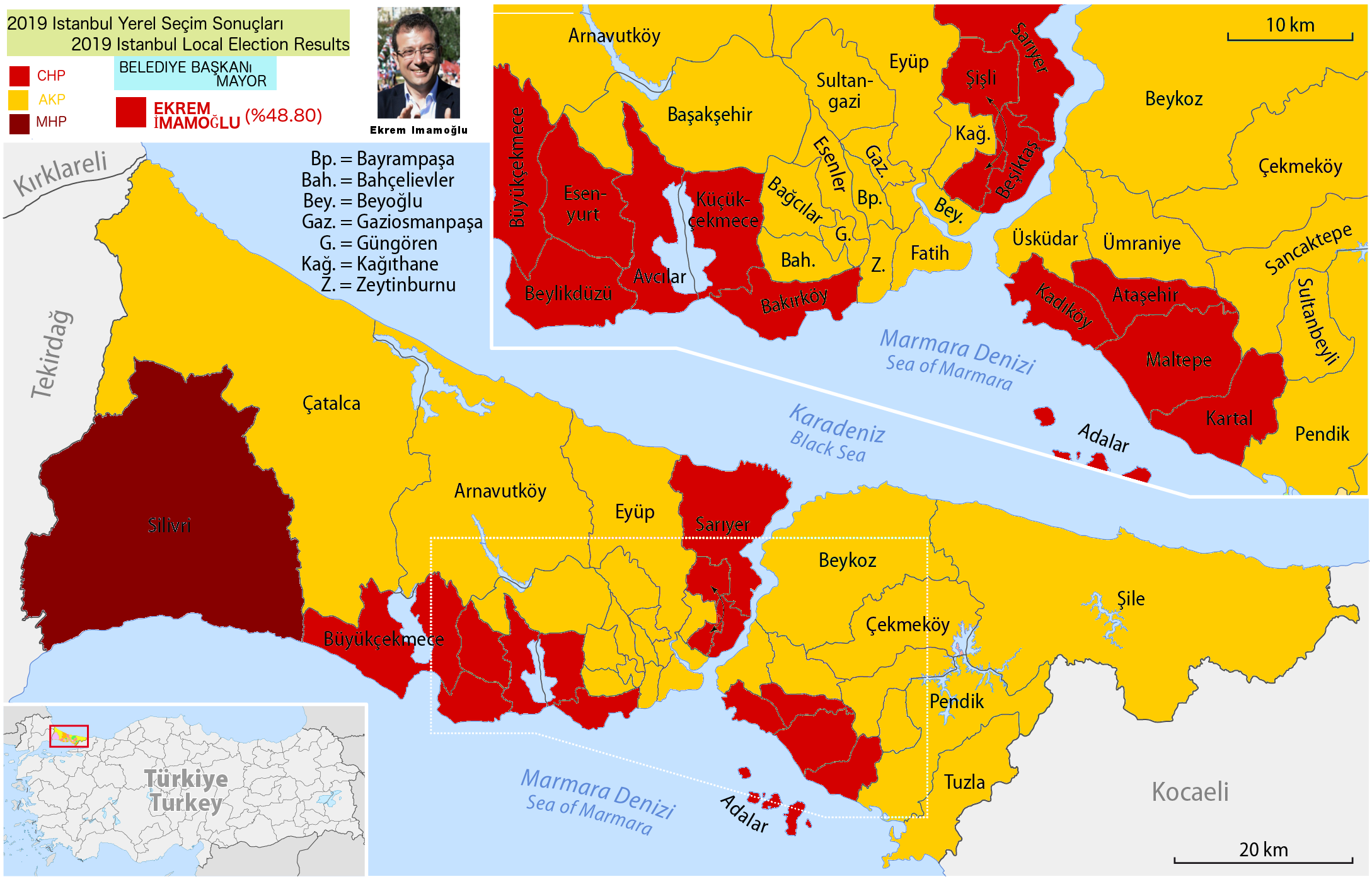
İstanbul
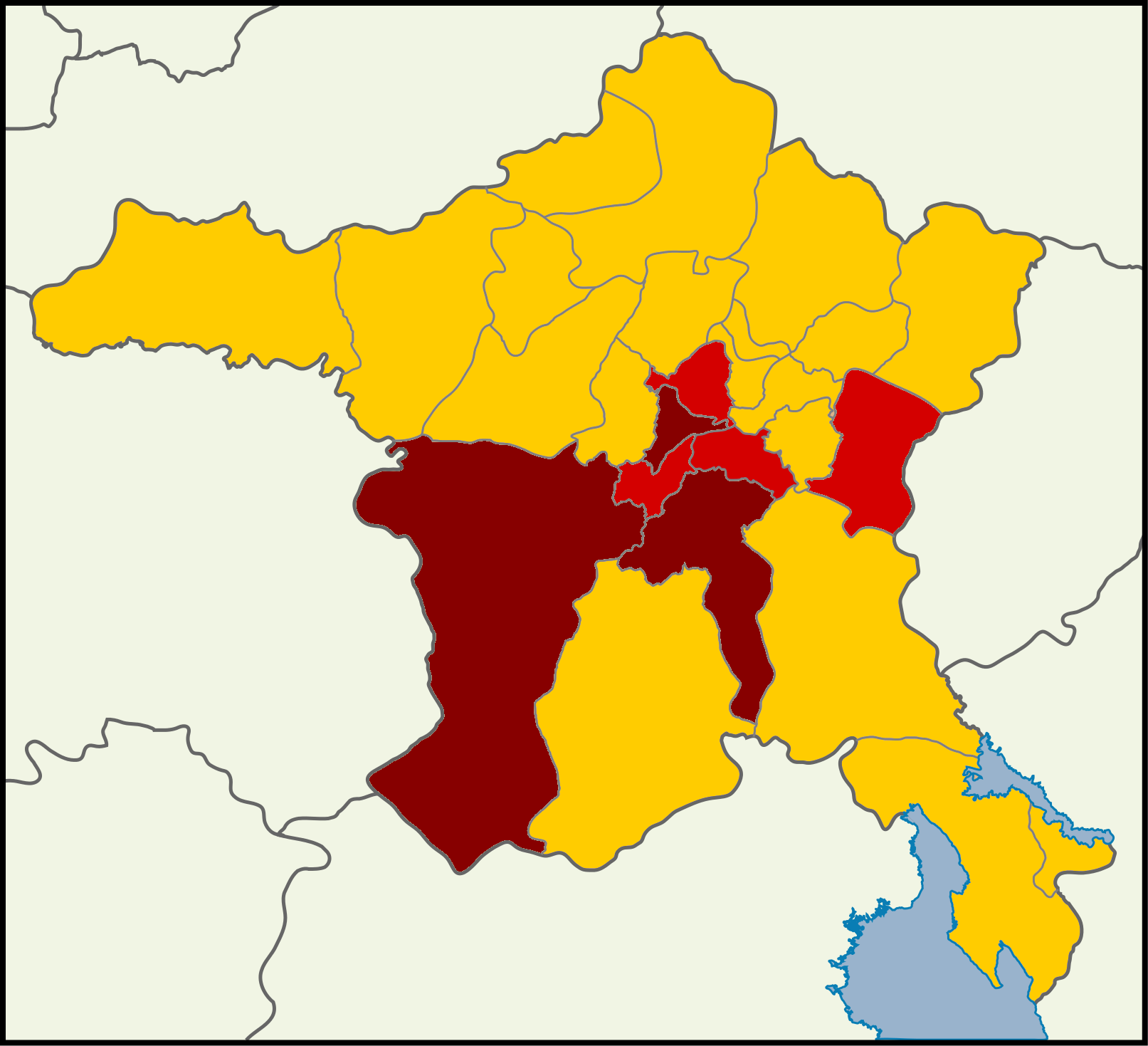
Ankara
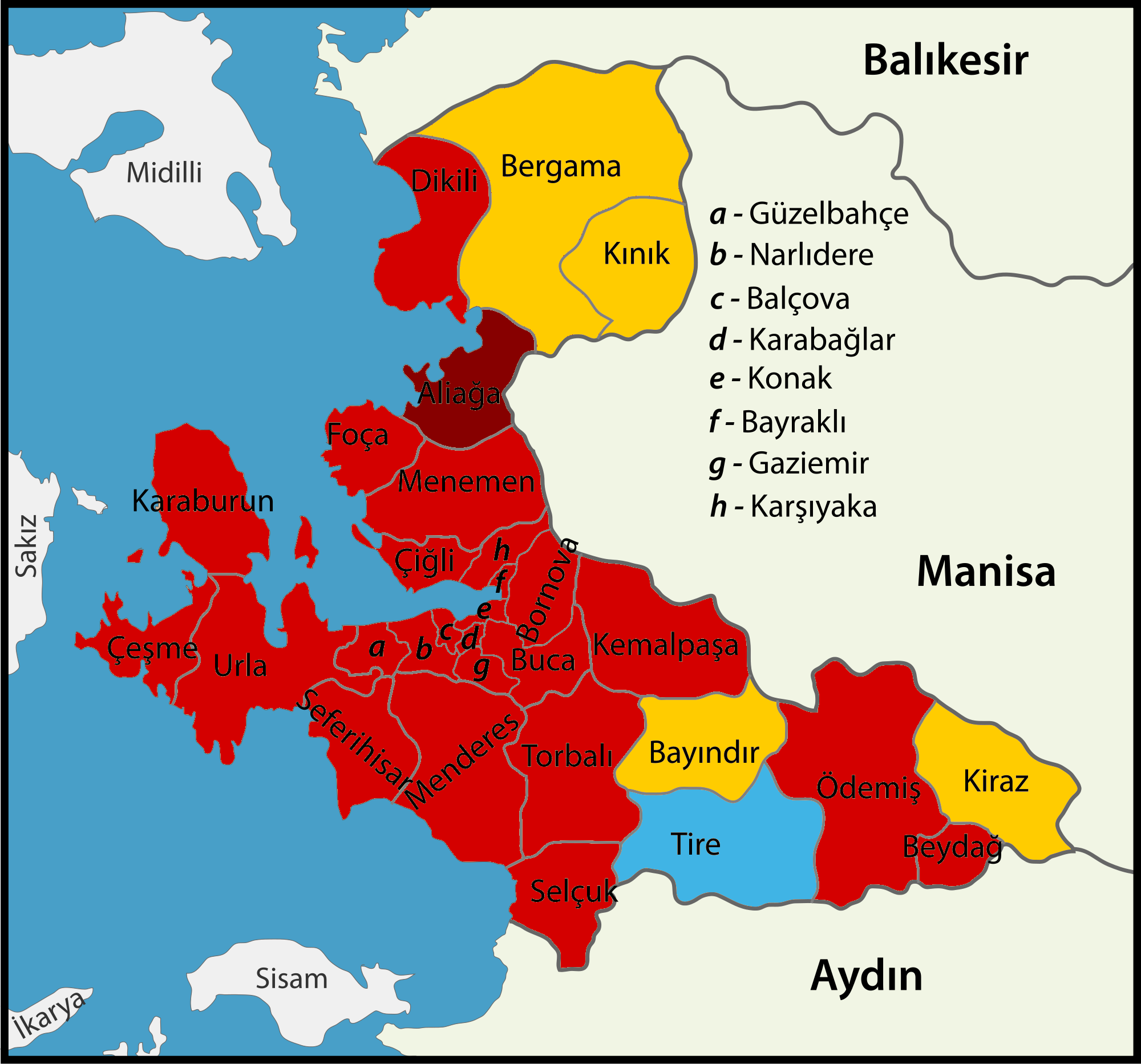
İzmir

#### Nach Provinzen

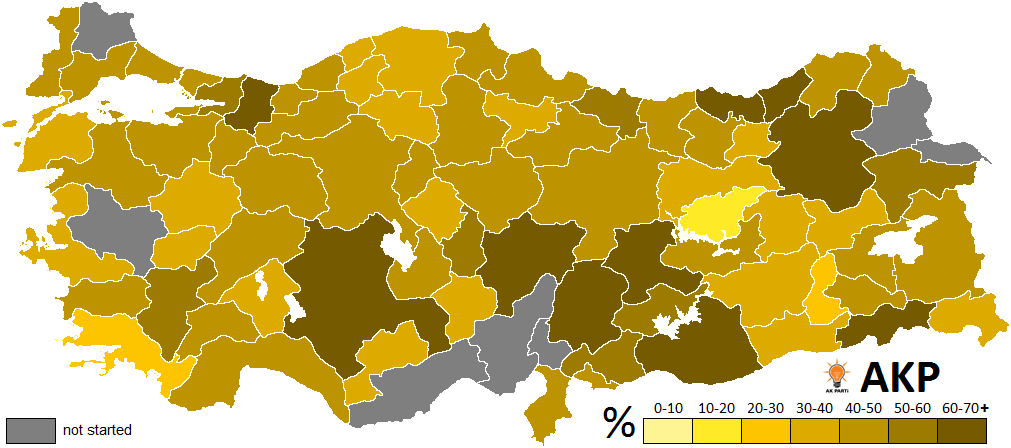
Stimmenanteile der Bürgermeisterkandidaten der AKP nach Provinzen.
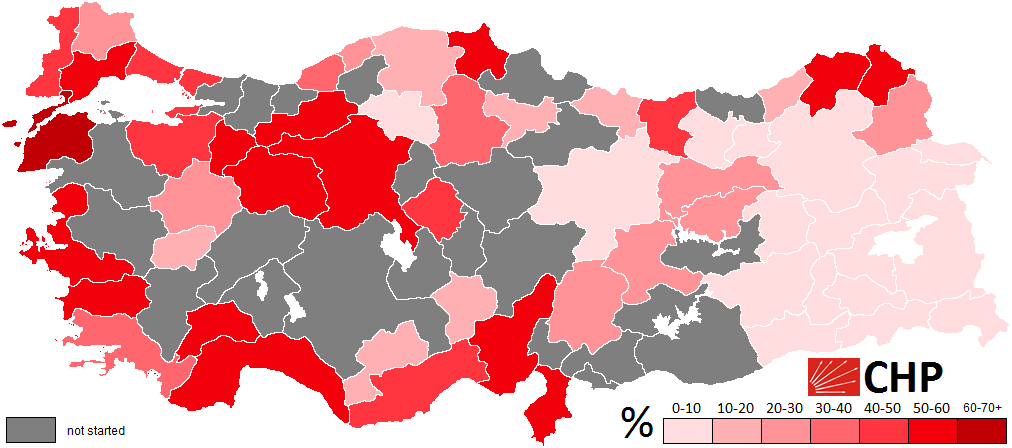
Stimmenanteile der Bürgermeisterkandidaten der CHP nach Provinzen.
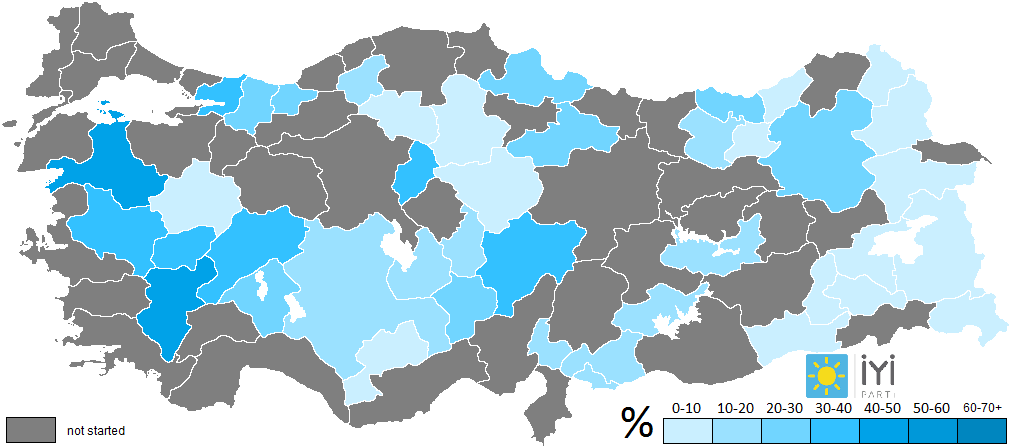
Stimmenanteile der Bürgermeisterkandidaten der İYİ Parti nach Provinzen.
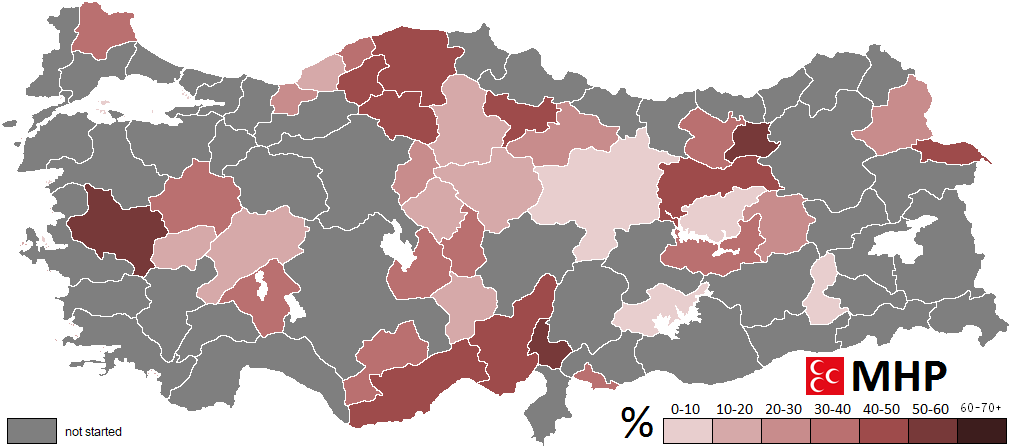
Stimmenanteile der Bürgermeisterkandidaten der MHP nach Provinzen.
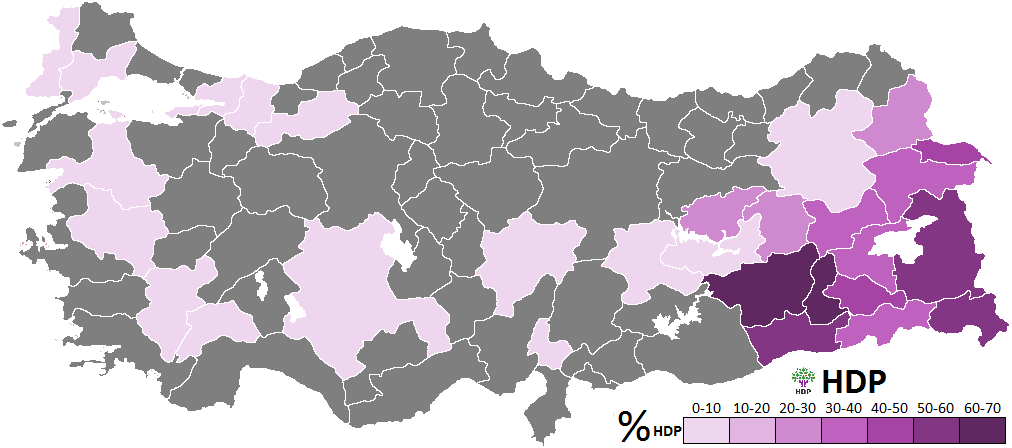
Stimmenanteile der Bürgermeisterkandidaten der HDP nach Provinzen.
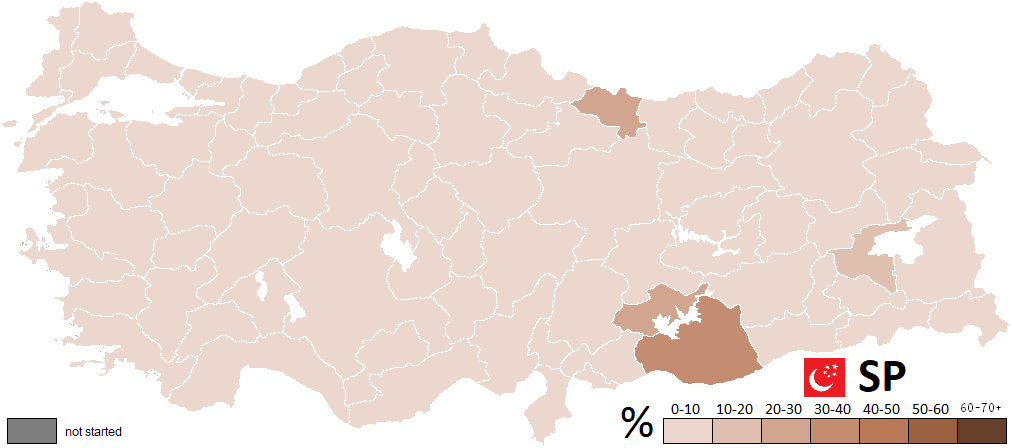
Stimmenanteile der Bürgermeisterkandidaten der SP nach Provinzen.
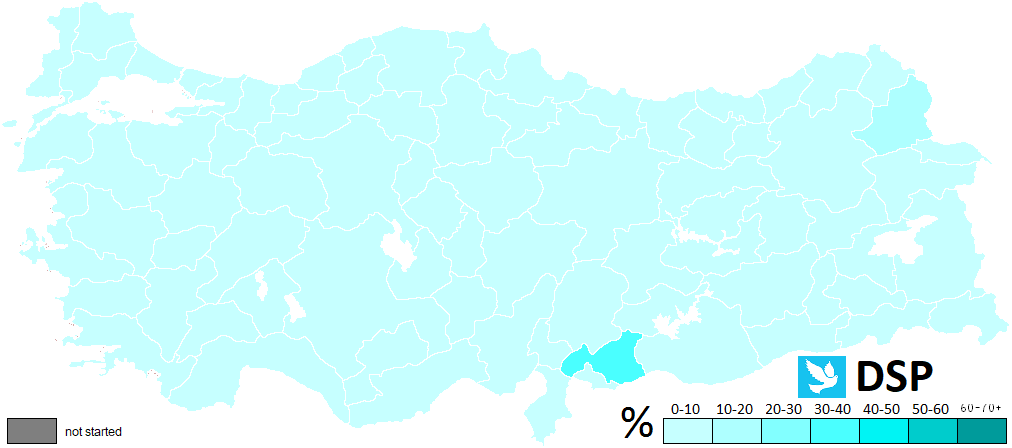
Stimmenanteile der Bürgermeisterkandidaten der DSP nach Provinzen.

### Ergebnisse nach Regionen
| Mittelmeerregion | Mittelmeerregion             | Mittelmeerregion            | Mittelmeerregion            |
| Partei           | Partei                       | Stimmen (Provinzparlamente) | Stimmen (Provinzparlamente) |
| Partei           | Partei                       | Anzahl                      | % (Veränderung zu 2014)     |
| ---------------- | ---------------------------- | --------------------------- | --------------------------- |
|                  | Cumhuriyet Halk Partisi      | 1.895.766                   | 32,1 (+6 %)                 |
|                  | Adalet ve Kalkınma Partisi   | 1.868.734                   | 31,7 (−4,1 %)               |
|                  | Milliyetçi Hareket Partisi   | 918.688                     | 15,6 (−12,9 %)              |
|                  | İyi Parti                    | 621.785                     | 10,5 (+10,5 %)              |
|                  | Halkların Demokratik Partisi | 153.285                     | 2,6 (+0,7 %)                |

| Ostanatolien | Ostanatolien                 | Ostanatolien                | Ostanatolien                |
| Partei       | Partei                       | Stimmen (Provinzparlamente) | Stimmen (Provinzparlamente) |
| Partei       | Partei                       | Anzahl                      | % (Veränderung zu 2014)     |
| ------------ | ---------------------------- | --------------------------- | --------------------------- |
|              | Adalet ve Kalkınma Partisi   | 1.266.072                   | 43,3 (−1,6 %)               |
|              | Halkların Demokratik Partisi | 730.628                     | 25 (−0,2 %)                 |
|              | Milliyetçi Hareket Partisi   | 266.304                     | 9,1 (−1,9 %)                |
|              | Cumhuriyet Halk Partisi      | 240.161                     | 8,2 (+0,5 %)                |
|              | İyi Parti                    | 176.581                     | 6,0 (+6 %)                  |

| Ägaisregion | Ägaisregion                  | Ägaisregion                 | Ägaisregion                 |
| Partei      | Partei                       | Stimmen (Provinzparlamente) | Stimmen (Provinzparlamente) |
| Partei      | Partei                       | Anzahl                      | % (Veränderung zu 2014)     |
| ----------- | ---------------------------- | --------------------------- | --------------------------- |
|             | Cumhuriyet Halk Partisi      | 2.550.164                   | 39,4 (+4,8 %)               |
|             | Adalet ve Kalkınma Partisi   | 2.278.917                   | 35,2 (−0,7 %)               |
|             | Milliyetçi Hareket Partisi   | 631.174                     | 9,7 (−12,1 %)               |
|             | İyi Parti                    | 501.962                     | 7,7 (+7,7 %)                |
|             | Halkların Demokratik Partisi | 117.092                     | 1,8 (+1,8 %)                |

| Südostanatolien | Südostanatolien              | Südostanatolien             | Südostanatolien             |
| Partei          | Partei                       | Stimmen (Provinzparlamente) | Stimmen (Provinzparlamente) |
| Partei          | Partei                       | Anzahl                      | % (Veränderung zu 2014)     |
| --------------- | ---------------------------- | --------------------------- | --------------------------- |
|                 | Adalet ve Kalkınma Partisi   | 1.723.531                   | 44 (−0,2 %)                 |
|                 | Halkların Demokratik Partisi | 1.241.517                   | 31,7 (−0,5 %)               |
|                 | Cumhuriyet Halk Partisi      | 298.363                     | 7,5 (+0,1 %)                |
|                 | Saadet Partisi               | 230.470                     | 5,9 (+2,2 %)                |
|                 | İyi Parti                    | 164.591                     | 4,2 (+4,2 %)                |
|                 | Milliyetçi Hareket Partisi   | 101.625                     | 2,6 (−3,3 %)                |

| Zentralanatolien | Zentralanatolien             | Zentralanatolien            | Zentralanatolien            |
| Partei           | Partei                       | Stimmen (Provinzparlamente) | Stimmen (Provinzparlamente) |
| Partei           | Partei                       | Anzahl                      | % (Veränderung zu 2014)     |
| ---------------- | ---------------------------- | --------------------------- | --------------------------- |
|                  | Adalet ve Kalkınma Partisi   | 3.585.303                   | 47 (−1,2 %)                 |
|                  | Cumhuriyet Halk Partisi      | 1.937.288                   | 25,4 (+3,9 %)               |
|                  | Milliyetçi Hareket Partisi   | 743.973                     | 9,8 (−11,3 %)               |
|                  | İyi Parti                    | 693.488                     | 9,1 (+9,1 %)                |
|                  | Büyük Birlik Partisi         | 296.319                     | 3,9 (−0,2 %)                |
|                  | Saadet Partisi               | 178.881                     | 2,3 (−0,3 %)                |
|                  | Halkların Demokratik Partisi | 53.343                      | 0,7 (+0,3 %)                |

| Schwarzmeerregion | Schwarzmeerregion          | Schwarzmeerregion           | Schwarzmeerregion           |
| Partei            | Partei                     | Stimmen (Provinzparlamente) | Stimmen (Provinzparlamente) |
| Partei            | Partei                     | Anzahl                      | % (Veränderung zu 2014)     |
| ----------------- | -------------------------- | --------------------------- | --------------------------- |
|                   | Adalet ve Kalkınma Partisi | 2.388.641                   | 49,2 (−2,3 %)               |
|                   | Cumhuriyet Halk Partisi    | 953.906                     | 19,6 (−0,3 %)               |
|                   | Milliyetçi Hareket Partisi | 730.679                     | 15,0 (−6,8 %)               |
|                   | İyi Parti                  | 448.642                     | 9,2 (+9,2 %)                |
|                   | Saadet Partisi             | 160.933                     | 3,3 (−0,2 %)                |
|                   | Büyük Birlik Partisi       | 85.465                      | 1,8 (+0,6 %)                |

| Marmararegion | Marmararegion                | Marmararegion               | Marmararegion               |
| Partei        | Partei                       | Stimmen (Provinzparlamente) | Stimmen (Provinzparlamente) |
| Partei        | Partei                       | Anzahl                      | % (Veränderung zu 2014)     |
| ------------- | ---------------------------- | --------------------------- | --------------------------- |
|               | Adalet ve Kalkınma Partisi   | 6.646.473                   | 45,7 (+1,7 %)               |
|               | Cumhuriyet Halk Partisi      | 5.341.220                   | 36,7 (+3,2 %)               |
|               | İyi Parti                    | 768.418                     | 5,3 (+5,3 %)                |
|               | Saadet Partisi               | 430.820                     | 3,0 (−0,4)                  |
|               | Halkların Demokratik Partisi | 403.189                     | 2,8 (+2,8 %)                |
|               | Milliyetçi Hareket Partisi   | 362.378                     | 2,5 (−10 %)                 |

### Höchster und niedrigster Prozentsatz
| Partei | Höchster Prozentsatz | Provinz (%) | Niedrigster Prozentsatz | Provinz (%) |
| ------ | -------------------- | ----------- | ----------------------- | ----------- |
| AKP    | Rize                 | 72,99       | Tunceli                 | 14,06       |
| CHP    | Çanakkale            | 60,73       | Muş                     | 0,84        |
| MHP    | Bayburt              | 56,49       | Batman                  | 0,65        |
| IYIP   | Balıkesir            | 46,50       | Batman                  | 0,84        |
| HDP    | Batman               | 66,03       | Bolu                    | 0,22        |
| SP     | Şanlıurfa            | 36,35       | Tunceli                 | 0,24        |
| DSP    | Gaziantep            | 26,20       | Sivas                   | 0,03        |
| DP     | Mersin               | 12,02       | Bartın                  | 0,17        |
| BBP    | Sivas                | 36,45       | Isparta                 | 0,27        |
| BTP    | Edirne               | 7,77        | Kırşehir                | 0,04        |
| VATAN  | Burdur               | 0,52        | Mardin                  | 0,04        |
| TKP    | Tunceli              | 32,77       | Çankırı                 | 0,06        |

## Umfragen

### Umfragen für Oberbürgermeister
| Stadt     | Bislang | nach Umfragen (Mittelwert) |
| --------- | ------- | -------------------------- |
| Istanbul  | AKP     | AKP                        |
| Ankara    | AKP     | CHP                        |
| Izmir     | CHP     | CHP                        |
| Bursa     | AKP     | CHP                        |
| Antalya   | AKP     | CHP                        |
| Adana     | MHP     | MHP                        |
| Eskişehir | CHP     | CHP                        |
| Denizli   | AKP     | İYİ                        |
| Hatay     | CHP     | CHP                        |
| Balıkesir | AKP     | AKP                        |
| Şanlıurfa | AKP     | SP                         |

## Annullierung der Oberbürgermeisterwahl in Istanbul
Hauptartikel: Bürgermeisterwahl in Istanbul 2019
Gewinner der Wahl war Ekrem İmamoğlu (CHP), der mit etwa 24.000 Stimmen knapp vor dem ehemaligen Ministerpräsidenten Binali Yıldırım (AKP) lag. Obwohl die AKP Einsprüche erhob, erklärte die Wahlbehörde İmamoğlu zum Sieger. Die erste Wahl eines CHP-Kandidaten nach 25 Jahren AKP-Führung wurde als Gesichtsverlust für Präsident Recep Tayyip Erdoğan angesehen, der von 1994 bis 1998 Oberbürgermeister gewesen war. Auf Antrag der AKP und MHP, die eine „außerordentliche Beschwerde“ einlegte, annullierte der Hohe Wahlausschuss (YSK) das Wahlergebnis am 6. Mai 2019 wegen angeblicher Regelwidrigkeiten. Als Termin hierfür wurde der 23. Juni 2019 bekanntgeben. Die Wahlwiederholung gewann Ekrem İmamoğlu von der CHP erneut, diesmal jedoch mit einem Vorsprung von über 800.000 Stimmen, was etwas mehr als 54 % der Stimmen bedeutet.

### Nationale Reaktionen
Der gewählte Istanbuler Oberbürgermeister Ekrem İmamoğlu sprach von Verrat und einer hinterhältigen Entscheidung. Die Wahlkommission sei bedroht worden. Seine Anhänger rief er dazu auf, die Hoffnung nicht zu verlieren. Istanbuler Bürger schlugen bei geöffneten Fenstern auf Töpfe und Pfannen – wie 2013 bei den Gezi-Park-Protesten gegen die Erdoğan-Regierung. Prominente wie Tarkan, Yılmaz Erdoğan, Cem Yılmaz und Gülben Ergen sympathisierten auf Twitter teils mit Imamoğlu und gegen die Entscheidung der Hohen Wahlkommission.
Der AKP-Politiker Ömer Çelik verwies darauf, dass von den Mitgliedern der Wahlkommission sieben für und vier gegen die Wiederholung der Wahl gestimmt hätten; das Ergebnis solle akzeptiert werden. Als „Sieg der Demokratie“ wertete Fahrettin Altun, Kommunikationsdirektor des Präsidenten, deren Entscheidung. Erdoğans Weggefährte und Vorgänger als Staatspräsident Abdullah Gül verglich die Entscheidung mit seiner Enttäuschung über eine Entscheidung des Verfassungsgerichtes aus dem Jahr 2007, ebenso bezeichnete Ahmet Davutoğlu, der Erdoğan in das Amt des Ministerpräsidenten nachfolgte, die Entscheidung als Untergrabung der grundlegenden Werte und widersprüchlich gegenüber universellem Recht.
Zudem kündigten fast alle großen türkischen Fluglinien wie Anadolujet, AtlasGlobal, Onur Air, Pegasus Airlines und die teil-staatliche Turkish Airlines an, Passagieren kostenlose Umbuchungen und Stornierungen ermöglichen zu wollen, um an der Wahl teilnehmen zu können.
Der Leiter des Hohen Wahlausschusses, Sadi Güven, teilte in einer persönlichen Stellungnahme mit, dass er gegen die Annullierung stimme, da seiner Meinung nach diese nicht gerechtfertigt werden könne. Die elf Mitglieder der Wahlbehörde stimmten mit sieben zu vier Stimmen für eine Wiederholung der Wahl.

### Internationale Reaktionen
Für die Europäische Union forderten Federica Mogherini und Johannes Hahn: „Die Begründung für diese weitreichende Entscheidung, getroffen in einem höchst politisierten Kontext, sollte unverzüglich einer öffentlichen Untersuchung zugänglich gemacht werden.“ Österreichs Bundeskanzler Sebastian Kurz forderte erneut, die Verhandlungen mit der Türkei über einen Beitritt des Landes zur EU einzustellen. Der Präsidentschaftskandidat der EU-Kommission Manfred Weber der EVP kündigte an, die EU-Beitrittsverhandlungen mit der Türkei bei Antritt des Amtes abbrechen zu wollen.